# Kongruence (psychologie)
Kongruence je stav osobnosti, kdy chování jedince je v souladu s jeho sebepojetím. Slovo kongruence pochází z latiny a znamená shoda. Poprvé ji popsal Carl Rogers. Mírou kongruence můžeme také nepřímo měřit duševní zdraví (uvědomění si svého já), její nedostatek často vede k psychopatologickým účinkům. Řadí se do posturologie[zdroj⁠?!].